# Bridget Parker
Bridget Parker (Warendorf, 5 gennaio 1939) è una cavallerizza britannica, vincitrice, in sella a Cornish Gold dell'oro olimpico nel concorso completo a squadre a Monaco di Baviera 1972.
Nella stessa edizione ha partecipato anche nel concorso completo individuale classificandosi decima.

## Palmarès
- Giochi olimpici

Monaco di Baviera 1972: oro nel concorso completo a squadre.
- Campionati mondiali di concorso completo

Stamford 1974: argento nel concorso completo a squadre.